# یواس‌اس پافر (اس‌اس-۲۶۸)
یواس‌اس پافر (اس‌اس-۲۶۸) (به انگلیسی: USS Puffer (SS-268)) یک زیردریایی بود که طول آن ۳۱۱ فوت ۹ اینچ (۹۵٫۰۲ متر) بود. این زیردریایی در سال ۱۹۴۲ ساخته شد.